# Caden
Caden (Gallo Caden, bretonisch Kaden) ist eine französische Gemeinde mit 1.570 Einwohnern (Stand 1. Januar 2022) im Département Morbihan in der Region Bretagne.

## Geografie
Caden liegt rund 36 Kilometer östlich von Vannes im Südosten des Départements Morbihan. An der südwestlichen Gemeindegrenze verläuft das Flüsschen Trévelo, ein Nebenfluss der Vilaine.
Nachbargemeinden sind Malansac im Norden, Saint-Jacut-les-Pins im Nordosten, Saint-Gorgon im Osten, Béganne im Osten und Südosten, Péaule im Südwesten sowie Limerzel im Westen und Nordwesten.

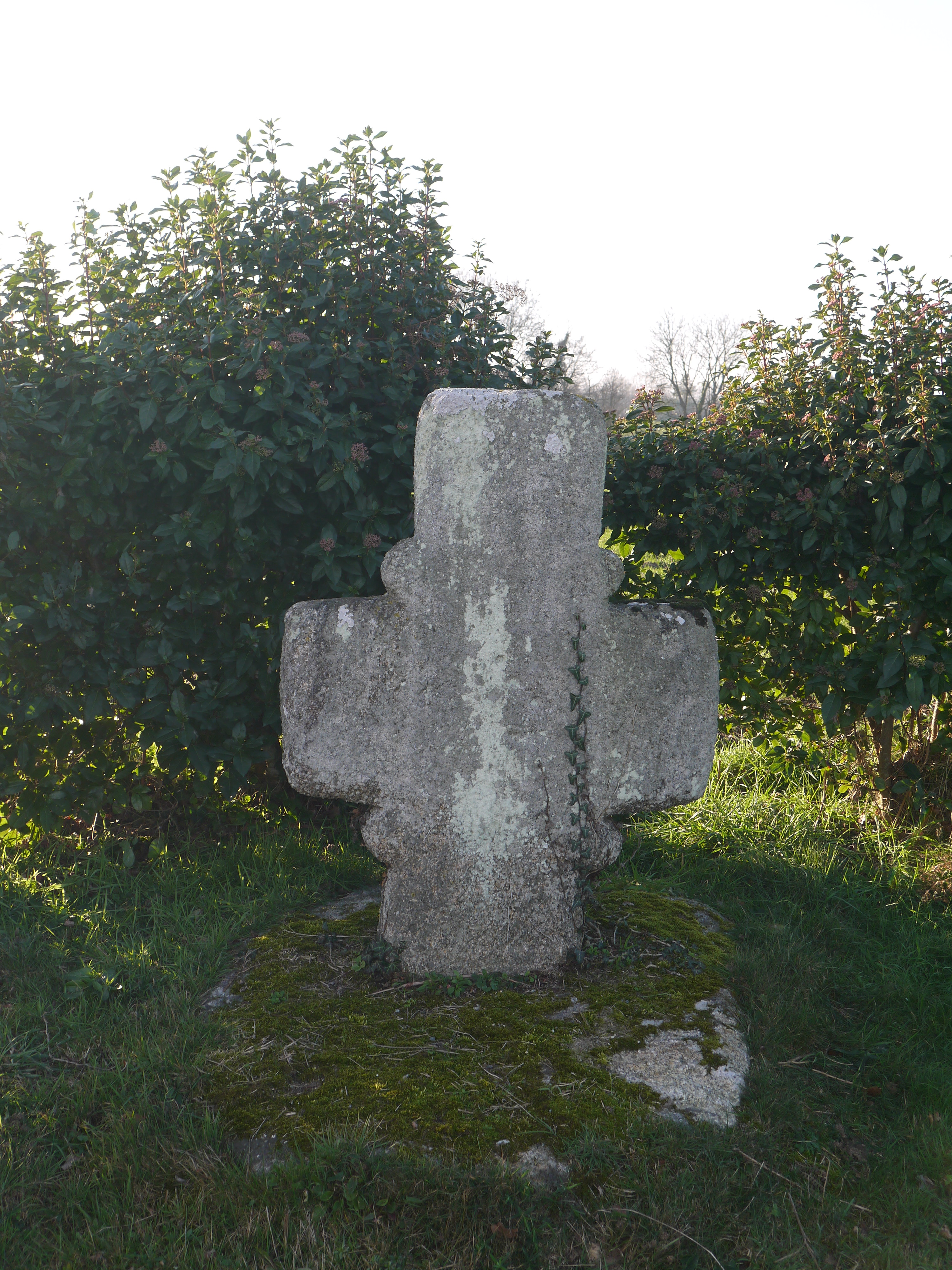
Croix de Carlahoux liegt nördlich von Caden

## Bevölkerungsentwicklung
| Jahr                        | 1962 | 1968 | 1975 | 1982 | 1990 | 1999 | 2006 | 2012 | 2019 |
| Einwohner                   | 1897 | 1733 | 1707 | 1663 | 1621 | 1478 | 1541 | 1606 | 1589 |
| Quellen: Cassini und INSEE< |      |      |      |      |      |      |      |      |      |

## Persönlichkeiten
- Honoré Jouneaux (1911–1993), römisch-katholischer Ordensgeistlicher, Apostolischer Präfekt von Pala